# Відхідництво з колгоспів в УСРР
Відхідництво з колгоспів в УСРР  – контрольно-регулятивна система вербування робочої сили з колгоспів, запроваджена в роки перших п'ятирічок (див. П'ятирічні плани). Перехід до планового найму робочої сили з колгоспів і селянських господарств започаткувала постанова Наркомату праці та Колгоспцентру СРСР "Про залучення робочої і тяглової сили з колгоспів" від 11 лютого 1931. Наймання робочої сили відбувалося шляхом укладання угоди між підприємствами та правліннями колгоспів. На початку березня 1931 Колгоспцентр скасував своє попереднє рішення, однак практика відхідництва була визнана необхідною у постанові ЦВК та РНК СРСР "Про відхідництво" від 30 червня 1931. Колгоспникам та "селянам-одноосібникам", що укладали договори про відхідництво, надавали пільги (зокрема, звільняли від неземлеробського податку, від відрахувань до громадських фондів колгоспів, забезпечували роботою у колгоспі після повернення з відходу). Державні органи, що наймали колгоспників-відхідників, сплачували вартість проїзду, видавали добові (2 крб. 50 коп. на день), забезпечували житлом. Пільги не надавалися, якщо найманець порушував угоду про термін роботи. Правління мали терміново видавати довідки колгоспникам-відхідникам про членство в колгоспі, а також зобов'язувалися не відкликати їх до завершення терміну угоди. 1931 Наркомат праці СРСР визначив план вербування робочої сили – 7,7 млн осіб, у т. ч. для лісозаготівель – 2,2 млн, для радгоспів – понад 2 млн, для промислового будівництва – 1,3 млн, для сплавлення лісу – понад 1 млн осіб. Вербування відбувалося переважно за рахунок сільського населення. У липні 1931 Центральна контрольна комісія ВКП(б) та Контрольна комісія Робітничо-селянської інспекції СРСР вимагали від державни органів укладання ними угод безпосередньо з колгоспами, а також з конкретним відхідником. Для роботи з вербування колгоспників створювалися групи відхідництва та інспекторів при секторі праці Колгоспцентру.
17 берез. 1933 ЦВК та РНК СРСР скасували постанову "Про відхідництво" від 30 черв. 1931, запровадивши нову – "Про порядок відхідництва". Відхідником вважали того колгоспника, який "пішов у відхід на основі спеціального, зареєстрованого в правлінні колгоспу договору з держорганами". Постановою РНК УСРР та ЦК КП(б)У від 9 квіт. 1933 відхід колгоспника дозволявся лише з письмової згоди правління колгоспу на конкретно визначений термін. Система відхідництва виконувала своєрідну функцію обліку сільс. нас. Паспортна система не поширювалася на колгоспників, а тому відхідництво надавало певні умови селянам придбати паспорт. У верес. 1934 Раднарком СРСР обмежив таку можливість. Водночас підпр-вам паспортизованої смуги дозволялося брати на роботу колгоспників-відхідників без договору, але за умови наявності в них паспортів і довідок з колгоспів про дозвіл на вербування.